# Kiniatilla
Kiniatilla är ett släkte av tvåvingar. Kiniatilla ingår i familjen parasitflugor.
Kladogram enligt Catalogue of Life:
| Kiniatilla | \| \| Kiniatilla brevipalpis \| \| \| \| \| \| Kiniatilla tricincta \| \| \| \| |
|            | \| \| Kiniatilla brevipalpis \| \| \| \| \| \| Kiniatilla tricincta \| \| \| \| |
|            | Kiniatilla brevipalpis                                                          |
|            |                                                                                 |
|            | Kiniatilla tricincta                                                            |
|            |                                                                                 |